# Festuca juncifolia
Festuca juncifolia är en gräsart som beskrevs av St.-amans. Festuca juncifolia ingår i släktet svinglar, och familjen gräs. Inga underarter finns listade i Catalogue of Life.